# Point froid

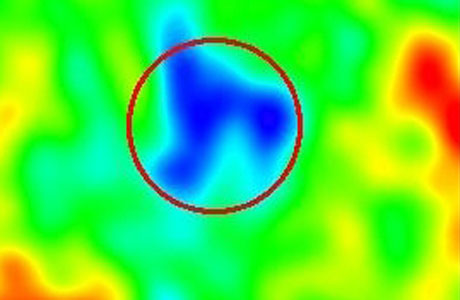
Le point froid est compris dans la zone encerclée.

Le point froid (cold spot en anglais) est le nom donné à une région de la sphère céleste dans la direction de laquelle la température du fond diffus cosmologique présente une variation étonnamment grande par rapport aux fluctuations observées dans les autres directions. Cette région a été identifiée en 2004 dans les données publiées par le satellite WMAP un an plus tôt. En 2007, il a été montré que la température relativement froide de cette région du ciel résulte de ce qu'une large zone relativement peu dense en matière, appelée le vide de l'Éridan, s'y trouve. Cette zone, comme le reste de l'univers, est sujette à l'expansion de l'Univers, mais l'expansion y est légèrement plus rapide. De ce fait, les photons du fond diffus cosmologique qui la traversent subissent un décalage vers le rouge plus important que la moyenne, pour donner finalement l'impression que l'univers est plus froid dans cette région. Cet effet, connu sous le nom d'effet Sachs-Wolfe intégré, a été mis en évidence en 2007 par un grand relevé réalisé par le Very Large Array. Il s'agit de la première mise en évidence directe de l'effet Sachs-Wolfe intégré, celui-ci ayant cependant déjà été indirectement mis en évidence dans les données de WMAP.

## Détection
Le fond diffus cosmologique est le rayonnement le plus ancien de l'univers. Il a été émis environ 380 000 ans après le Big Bang. À cette époque, l'univers était extrêmement homogène, aussi sa température était-elle presque identique en tout point. L'observation aujourd'hui de ce rayonnement confirme ce fait : la température du fond diffus cosmologique est quasiment la même dans toutes les directions[réf. souhaitée]. Cependant, l'univers actuel n'est pas aussi homogène : la matière est principalement regroupée au sein des galaxies, elles-mêmes formant des structures plus grandes (amas de galaxies) entre lesquelles on trouve des zones relativement vides de matière. L'univers ancien, tel que vu par l'intermédiaire du fond diffus cosmologique, portait déjà les germes de ces grandes structures à venir : il existait déjà des zones légèrement plus denses (et plus chaudes) et d'autres légèrement moins denses (et plus froides), ce qui se traduit par de faibles variations de la température du fond diffus cosmologique en fonction de la direction d'observation[réf. souhaitée]. Le modèle standard de la cosmologie permet aujourd'hui de prédire de façon statistique la répartition en taille et en amplitude de ces surdensités et de ces sous-densités[réf. souhaitée]. Il est ainsi possible de prédire quelle est la probabilité d'observer une zone plus froide que la moyenne d'une taille donnée. Le point froid a ainsi été détecté dans le cadre d'une analyse visant à déterminer si la structure précise du fond diffus cosmologique était compatible avec le modèle standard de la cosmologie : il apparaît comme une région anormalement froide et étendue de la voûte céleste[réf. souhaitée].

## Localisation
Le centre de la région est situé dans la constellation d'Éridan. Il possède les coordonnées suivantes :
- Coordonnées galactiques :
  - ℓ = 207,8 · b = −56,3
- Coordonnées équatoriales :
  - Ascension droite = 03h 15m 05s
  - Déclinaison = −19° 35′ 02″

## Univers parallèle
Une hypothèse controversée faite par Laura Mersini-Houghton voudrait que ce point froid soit une empreinte d'un autre univers au-delà du nôtre, causée par l'intrication quantique entre les deux univers avant qu'ils ne soient séparés par l'inflation cosmique. Ça pourrait être la preuve de l'existence d'un univers parallèle de l'autre côté de notre univers ; et cette théorie « fonctionnerait » avec la théorie des cordes[réf. nécessaire].